# Sema Jiszraél

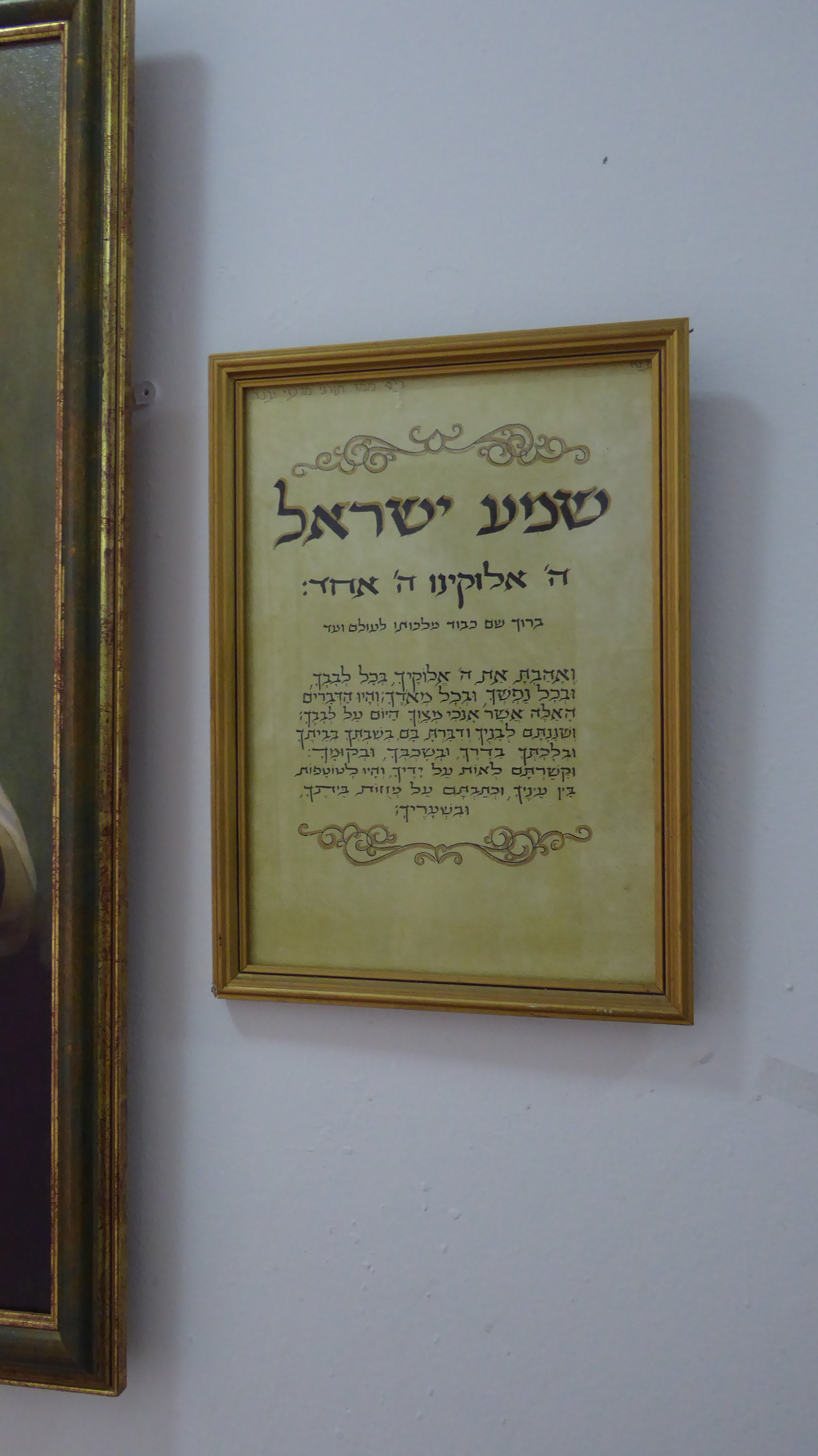
Sema Jiszraél

A Sema Jiszraél (héberül: S'má Jiszráel) egy zsidó ima, ami visszavezethető a 2. századig. Magába foglalja az 5 Móz. 6, 4-9; 11, 13-21; és 4 Móz. 15, 37-41 szavait.
Kezdete: „Halld, Izrael, az Örökkévaló, a mi Istenünk, az Örökkévaló egyetlenegy.”
A zsidó reggeli és esti imák bevezetője, megelőzi az amidát, és előtte két áldás áll.
Bármilyen nyelven elmondható, és a zsidók szerint megerősíti az Isten egységének hitét.